# Долгая (крепость)
Долгая (также Длинная, Мангушское городище) — развалины средневекового укреплённого поселения XIV—XV века. Расположены на каменистой вершине горы Длинная, вытянутой в направлении юго-восток — северо-запад, в 1 км восточнее села Мангуш. По крутым, местами обрывистым краям вершины были устроены стены из бута, внутри укрепления, площадью 0,5 гектара, прослеживается множество остатков построек и значительный слой золы — возможно от пожара XV века, в котором погибло поселение. В юго-восточной части городища остатки ещё одной, внутренней стены, видимо, огораживавщей цитадель. Раскопки на укреплении не проводились, на основании подъемного археологического материала (небольшого числа обломков красноглиняной поливной керамики XIV—XV века) укрепление датировано этим временем, между тем на склонах встречались фрагменты амфор II—III века.

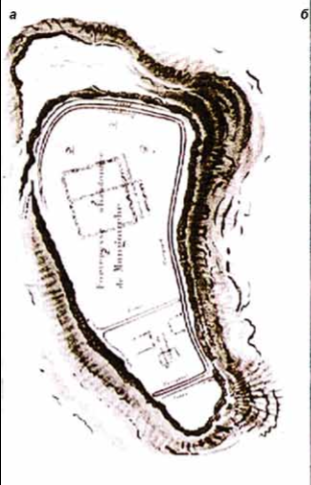
План городища из книги Ф. Дюбуа де Монпере Путешествие по Кавказу… 1834 г.

Впервые памятник описан Ф. Дюбуа де Монпере в 1834 году. Путешественник ещё застал следы крепостных сооружений и застройки, имевших вид задернованных валов и холмиков, что позволило сделать вывод об остатках каменных стен и внутренней застройки. На составленном Монпере плане северная и центральная часть городища по краю плато были защищены стенами, в южной части находилась небольшая цитадель, выделенная отдельной стеной, по середине крепости, северо-западнее цитадели, шла ещё одна стена, за которой располагались некие здания. На обрывистых участках оборонительных сооружений не было, самый северный участок городища имел прямоугольную форму и был разделён на несколько частей. В XX веке плато распахали и всё было уничтожено. Подъемный археологический материал разведок 1990-х годов относился ко II—III веку (встречались обломки и средневековой посуды), на основании чего сделано предположение о позднескифском времени основания крепости.
Веймарн Е. В. считал, что замок существовал у древнего торгового пути по долине, лежащей между второй и третьей грядами гор из степей к Херсонесу и Каламите. Встречаются утверждения, что городище на горе Длинная, относится к VII — XV векам. Решением Крымского облисполкома № 698 от 15 января 1980 года городище VII—XV века на горе Длинная объявлено историческим памятником регионального значения.